# Бабаназаров, Рейпназар
Рейпназар Бабаназаров — советский хозяйственный, государственный и политический деятель.

## Биография
Родился в 1921 году в колхозе 3-й Пятилетки. Член КПСС.
Участник Великой Отечественной войны. С 1946 года — на хозяйственной, общественной и политической работе. В 1946—1985 гг. — старший госсанинспектор города Нукуса, председатель Каракалпакского обкома профсоюза медработников, начальник отдела кадров Минздрава Каракалпакской АССР, заместитель министра, министр здравоохранения Каракалпакской АССР, председатель Нукусского горисполкома, первый секретарь Нукусского горкома КП Узбекистана.
Избирался депутатом Верховного Совета Узбекской ССР 8-го, 9-го и 10-го созывов.
Умер в декабре 1985 года.
Невестка — Мариника Бабаназарова — директор Государственного музея искусств имени И. В. Савицкого в Нукусе.